# Immigration française à Saint-Christophe-et-Niévès
L'immigration française à Saint-Christophe-et-Niévès a commencé au début du XVIIe siècle. Au travers de sa présence à Saint-Christophe jusqu'au XIXe siècle, la France eut des escarmouches fréquentes avec les Anglais pour l'occupation de l'île, jusqu'à sa défaite en 1782 où l'île fut définitivement cédé aux Britanniques. Au XXIe siècle, les descendants des immigrants français constituent une bonne partie de la population de l'archipel.

## Histoire
En 1625, un capitaine français, Pierre Belain d'Esnambuc, arriva sur l'île. Il avait quitté le royaume de France afin d'établir une colonie sur l'île après avoir entendu parler du succès des Anglais à Saint-Christophe, mais sa flotte fut détruite lors d'échanges avec l'armée espagnole, ne laissant que son navire principal intact. Warner autorisa certains colons français à s'installer sur l'île, faisant de Saint-Christophe la première colonie française permanente des Caraïbes. Les colons se sont abrités dans les ruines de la ville de Dieppe, qu'ils reconstruisirent. Warner accepta également les Français dans l'objectif de diminuer la part de la population indigène Kalinago, desquels il devenait suspicieux. En conséquence, les Britanniques et les Français se sont brièvement unis pour massacrer les populations Kalinagos (préemptant un plan caraïbe pour massacrer les Européens), et ils partagèrent l'île avec les Anglais au centre et les Français à chaque extrémité.
Du 13 mai 1627 au 16 juillet 1702, l'île de Saint-Christophe était divisé entre les Anglais et les Français. Durant cette période, l'île fut souvent occupé par les Britanniques et les Français. Cependant, durant la Deuxième guerre anglo-néerlandaise (4 mars 1665-31 juillet 1667), les relations entre les colons anglais et français se détériorèrent. La guerre débuta sur l'île même et les troupes françaises, plus nombreuses, attaquèrent la colonie anglaise et prirent le contrôle de l'île entière de 1665 à 1667. Le traité de Bréda retourna une partie de l'île aux Anglais.
En 1689, durant la guerre de la Grande Alliance, la France réoccupa l'île dans sa totalité et décima les fermes anglaises. En représailles, le général Codrington vainquit les forces françaises et déporta les Français en Martinique. Le traité de Ryswick rétablit la condition d'avant-guerre, laquelle avait dévasté l'économie de l'île.